# Kostel Nanebevzetí Panny Marie na ostrově na Bledském jezeře
Kostel Nanebevzetí Panny Marie na ostrově Bled (slovinsky Cerkev Marijinega vnebovzetja na Blejskem otoku) je barokní kostel, který se nachází na Bledském ostrově na Bledském jezeře ve Slovinsku.

## Historie

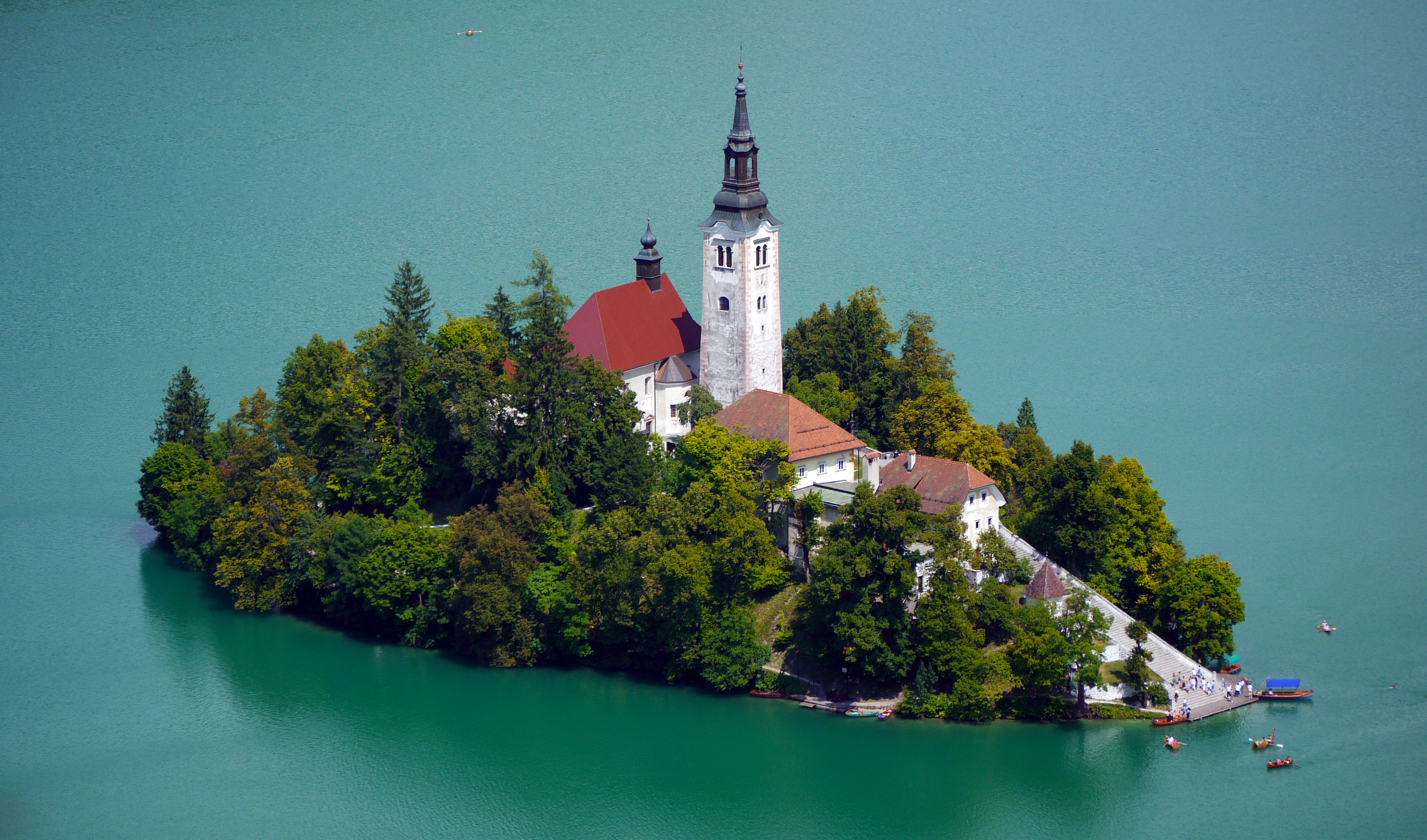
Ostrov Bled s kostelem Nanebevzetí Panny Marie

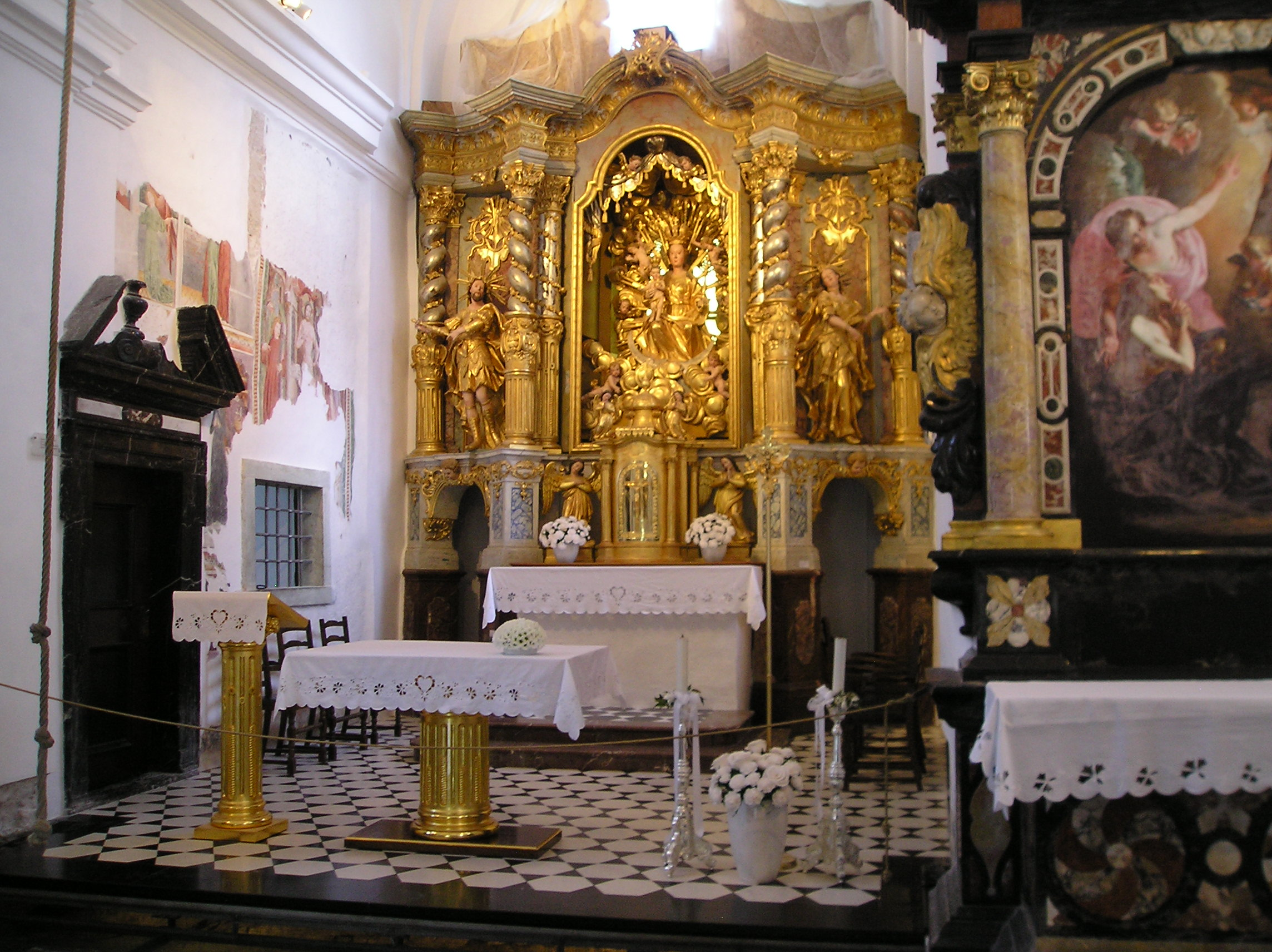
Interiér kostela.

V místo dnešního kostela stával v raném středověku předkřesťanská dřevěná svatyně, pravděpodobně staroslovanské kultovní místo. Na ostrově bylo nalezeno 124 hrobů s kostrami z 9. až 11. století.
První písemná zmínka o kostele na bledském ostrově je z roku 1185, ale již v roce 1004 bledský kraj získali brixenští biskupové jako dar císaře Jindřicha II. Podle písemných pramenů byl zdejší kostel trojlodní románská bazilika vysvěcená v roce 1142 akvilejským patriarchou Pellegrinem. V 15. století byl kostel přestavěn v gotickém stylu a vysvěcen v roce 1465 prvním lublaňským biskupem hrabětem Žigou Lambergem.
V roce 1509 byl kostel poškozen zemětřesením a vyžadoval důkladnou renovaci. Za působení tehdejšího duchovního správce Maxe Petschachera bylo roce 1655 na ostrově vybudováno mohutné schodiště a kaple Boží rodičky. Největší přestavba byla provedena v barokním stylu roku 1698. Z původního gotického kostela se zachovaly pouze fresky v presbytáři a dřevěná socha Panny Marie, která pravděpodobně zdobila hlavní oltář.

### Zvonice
Vedle kostela stojí od 15. století 54 metrů vysoká zvonice, která byla dvakrát renovována: jednou kvůli zemětřesení a podruhé po zásahu bleskem. Věž má tři zvony, které vyrobili Samassa a Franchi, výrobci zvonů z Lublaně.
Od roku 1534 je zde umístěn zvon, o němž se traduje, že je kouzelný a po zazvonění vám splní přání. Tento kostelní zvon, vyrobený na počátku 16. století, je dar od samotného papeže. Příběh vypráví, že jej dal kostelu jako náhradu za původní zvon, který na ostrov poslala stále truchlící vdova na památku svého zesnulého manžela. Zvon se však za bouře potopil na dno jezera společně s posádkou. Takže Bled má pár legendárních zvonů: jeden v kostele a druhý na dně jezera.

## Dostupnost
Na Bledský ostrov jezdí linková výletní loď, která vyjíždí každou celou hodinu z přístaviště pod hotelem Park, nebo na tradiční loďce „pletna”. Ty vyjíždějí z několika míst kolem celého jezera (mimo jiné také od hotelu Park). Individuálně se na ostrov lze dostat veslicí, které jsou v půjčovně lodí pod hradní skálou.
Od jezera vede ke kostelu 99 schodů.